# Metachroma orientale
Metachroma orientale är en skalbaggsart som beskrevs av Blake 1970. Metachroma orientale ingår i släktet Metachroma och familjen bladbaggar. Inga underarter finns listade i Catalogue of Life.